# Take Your Chance
Take Your Chance (engl. für „Nutze deine Chance“) ist das Debütalbum des deutschen Pop-Sängers Alexander Klaws, das im Jahr 2003 unter dessen Vornamen veröffentlicht wurde.

## Hintergrund
Take Your Chance wurde am 28. April 2003 über das Label Hansa, das zu Sony BMG gehört, veröffentlicht, da Klaws als Gewinner von Deutschland sucht den Superstar laut Vertragsbedingungen ein Album bei der Plattenfirma Sony BMG aufnehmen musste. Als Produzent und Komponist fungierte Dieter Bohlen. Das Album konnte sich in Deutschland an die Spitze der deutschen Albumcharts setzen. Es wurden zwei Singles ausgekoppelt, unter anderem der Nummer-eins-Hit Take Me Tonight.

## Titelliste
| #   | Titel                       | Autor(en)                         | Dauer |
| --- | --------------------------- | --------------------------------- | ----- |
| 1.  | Take Me Tonight             | Dieter Bohlen                     | 4:00  |
| 2.  | I Don’t Wanna Say That      | Dieter Bohlen                     | 3:15  |
| 3.  | From the Heart of an Angel  | Dieter Bohlen                     | 3:37  |
| 4.  | Another Day, Another Heart  | Dieter Bohlen                     | 4:09  |
| 5.  | We Had It All               | Dieter Bohlen                     | 3:34  |
| 6.  | Stay with Me                | Dieter Bohlen                     | 3:54  |
| 7.  | I Need You                  | Dieter Bohlen                     | 3:42  |
| 8.  | Anything Is Possible        | Dieter Bohlen                     | 4:04  |
| 9.  | Breakin’ Up Is Hard to Do   | Dieter Bohlen                     | 3:54  |
| 10. | I Believe                   | Dieter Bohlen                     | 3:32  |
| 11. | Anytime You Want Me         | Dieter Bohlen                     | 3:28  |
| 12. | Just Tommorow               | Dieter Bohlen                     | 3:41  |
| 13. | Maniac                      | Dennis Matkosky, Michael Sembello | 3:54  |
| 14. | Even When Your Love Is Gone | Dieter Bohlen                     | 3:51  |
| 15. | If I Can’t Have You Tonight | Dieter Bohlen                     | 3:53  |

## Rezeption
Das Album wurde von der Fachpresse überwiegend negativ aufgenommen. So schreibt laut.de, dass das Album „durchweg an Schnulzballaden irgendwelcher drittklassiger Boygroups erinnert, denen im Musikbusiness nicht die geringste Chance gebührt.“ Weiter versinke die Stimme des Sängers im „choralen Einheitsbrei“, wodurch das Album „langweilig und unkreativ“ klinge.
Klaws selbst äußerte sich später ähnlich: „Vom Klang her war das schon alles sehr seicht und weichgespült – und wie will man da Ecken und Kanten bekommen, wenn man immer auf so einer Schiene fährt?“

## Kommerzieller Erfolg

### Chartplatzierungen
Das Album wurde über 120.000 Mal verkauft und erreichte in Deutschland Goldstatus. Es platzierte sich in der Woche vom 9. bis zum 15. Mai an der Spitzenposition der Verkaufscharts.
| ChartsChartplatzierungen | Höchstplatzierung | Wochen |
| ------------------------ | ----------------- | ------ |
| Deutschland (GfK)        | 1 (17 Wo.)        | 17     |
| Österreich (Ö3)          | 4 (16 Wo.)        | 16     |
| Schweiz (IFPI)           | 11 (14 Wo.)       | 14     |

| ChartsJahrescharts (2003) | Platzierung |
| ------------------------- | ----------- |
| Deutschland (GfK)         | 34          |

### Auszeichnungen für Musikverkäufe
| Land/Region        | Auszeichnungen für Musikverkäufe (Land/Region, Auszeichnung, Verkäufe) | Verkäufe |
| ------------------ | ---------------------------------------------------------------------- | -------- |
| Deutschland (BVMI) | Gold                                                                   | 100.000  |
| Schweiz (IFPI)     | Gold                                                                   | 20.000   |
| Insgesamt          | 2× Gold ·                                                              | 120.000  |

## Weiterführendes
Für eine Übersicht über alle Lieder von Alexander Klaws siehe: 